# Wilhelm Kerckhoff (Politiker)

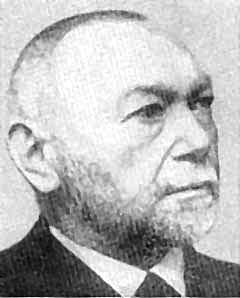
Wilhelm Kerckhoff

Johann Wilhelm Kerckhoff (* 30. Dezember 1824 in Kleve; † 17. Juni 1900 in Frohnhausen) war ein deutscher Kommunalpolitiker. Unter anderem war er gut 25 Jahre lang der erste und einzige Bürgermeister der Bürgermeisterei Altendorf, die 1901 zur Stadt Essen eingemeindet wurde.

## Leben und Wirken
Wilhelm Kerckhoff wurde als Sohn eines Bauern geboren. Nachdem er als Berufssoldat und Unteroffizier Dienst tat, diente er als Feldwebel im 17. Infanterieregiment. Am 21. Mai 1865 folgte die Beauftragung zur kommissarischen Verwaltung der Bürgermeisterei Gahlen.
Ein Sohn Kerckhoffs war Bürgermeister von Ahrweiler und folgend ab Februar 1895 Bürgermeister von Andernach.
Wilhelm Kerckhoff war 1895 zweiter Vorsitzender des Historischen Vereins für Stadt und Stift Essen. Zudem war er Mitglied der Essener Freimaurerloge Alfred zur Linde und stand dieser mehrere Jahre als Meister vom Stuhl vor.
Am 15. Juli 1896 wurde auf Anregung von Wilhelm Kerckhoff und seinem Sohn Edmund die Altendorfer Kreditbank gegründet, deren Aufsichtsratsvorsitzender er war.
Wilhelm Kerckhoff wurde am 21. Juni 1900 in der Familiengruft im heutigen Gervinuspark beigesetzt. Der damalige Westfriedhof wurde 1960 zur Parkanlage umgewidmet.

### Bürgermeister von Altendorf
Im Dezember 1873 wurde Kerckhoff zum Bürgermeister der neu zu gründenden Bürgermeisterei Altendorf berufen, die am 1. Januar 1874 aus den bisher zur Bürgermeisterei Borbeck gehörigen Gemeinden Altendorf, Frohnhausen und Holsterhausen gebildet wurde. Diese Gemeinde entwickelte sich mit 65.701 Einwohnern zur größten Landgemeinde Preußens. Zunächst belegte die Verwaltung der Bürgermeisterei ein Mietshaus in der Margarethenstraße. Das Rathaus, auf einem vom Gastwirt Johann Potthoff abgekauften Grundstück, dort wo sich seit 1952 die Kirche St. Mariae Geburt befindet, wurde am 1. Juli 1876 bezogen. Die Villa des Bürgermeisters stand auf einem Teil des heutigen Riehlparks.
Am ersten Advent, dem 3. Dezember 1882, sprach Wilhelm Kerckhoff das Grußwort anlässlich der Einweihungsfeier der Lutherkirche, der ersten evangelischen Kirche in der Gemeinde Altendorf. 1885 wurde anlässlich der goldenen Hochzeit Kaiser Wilhelms I. unter seinem Vorsitz die Wilhelm-Augusta-Stiftung gegründet. Der Bau des Wilhelm-Augusta-Waisenhauseses in der Berliner Straße, hinter der St.-Antonius-Kirche, begann im Jahr 1900. Die Eröffnung des nach Plänen des Architekten Josef Rings errichteten Hauses fand erst nach Kerckhoffs Tod, am 30. Dezember 1901 statt. Aus diesem Anlass fand in Gedenken an Kerckhoffs Verdienst daran eine Kranzniederlegung an seinem Grab statt, der der Architekt Rings, der Beigeordnete Johannes Goerres und Oberbürgermeister Erich Zweigert beiwohnten. 1893 plante die Bürgermeisterei, in den Schulneubauten Brausebäder für die Bevölkerung einzurichten. Aus finanziellen Gründen musste der Baubeginn bis 1901 verschoben werden.
Im 29. August 1894 wurde, anlässlich Kerckhoffs Vollendung seiner 50-jährigen Tätigkeiten im öffentlichen Dienst, die Kerckhoffstraße in Frohnhausen nach ihm benannt. Als die Kaiserin Auguste Viktoria am 8. August 1896 der ersten evangelischen Grundschule im neuen Gemeindehaus ihren Besuch abstattete, war Kerckhoff zugegen. Die Bürgermeisterei wurde nach Kerckhoffs Tod im Juni 1900, seine Ehefrau Henriette geb. Voss starb eineinhalb Jahre zuvor, kommissarisch durch Johannes Goerres weitergeleitet, denn am 1. August 1901 wurde Altendorf zur Stadt Essen eingemeindet. Kerckhoff starb nach kurzer Krankheit, seine Beisetzung erfolgte am 21. Juni 1900.

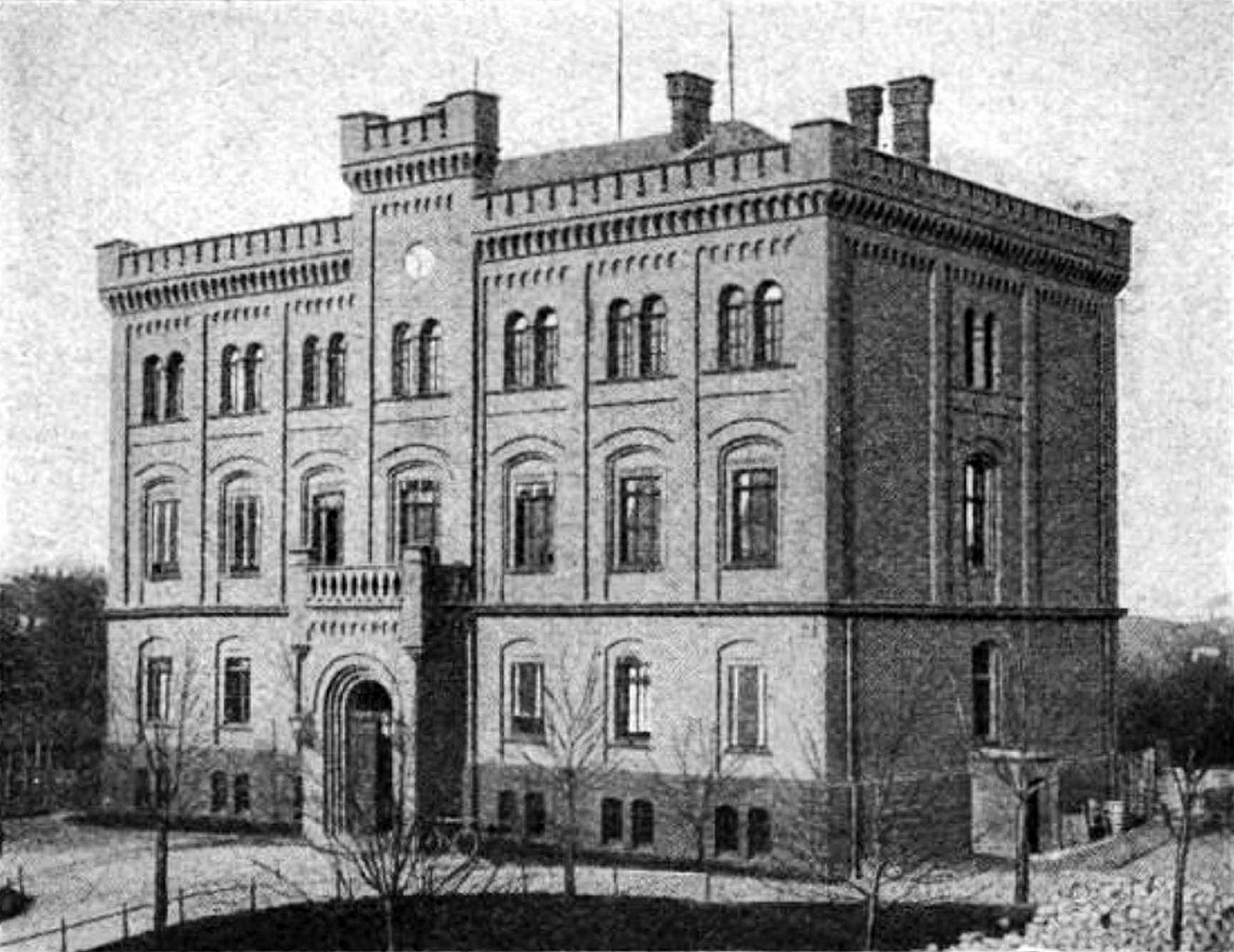
Rathaus der Bürgermeisterei Altendorf um 1890
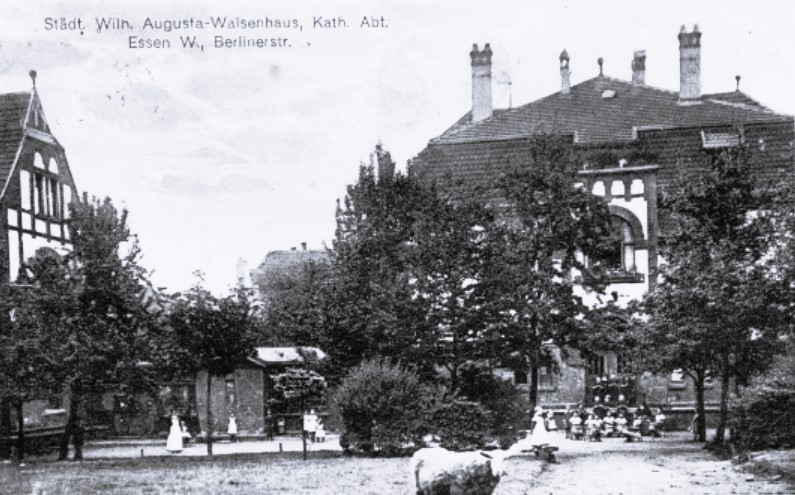
Wilhelm-Augusta-Waisenhaus
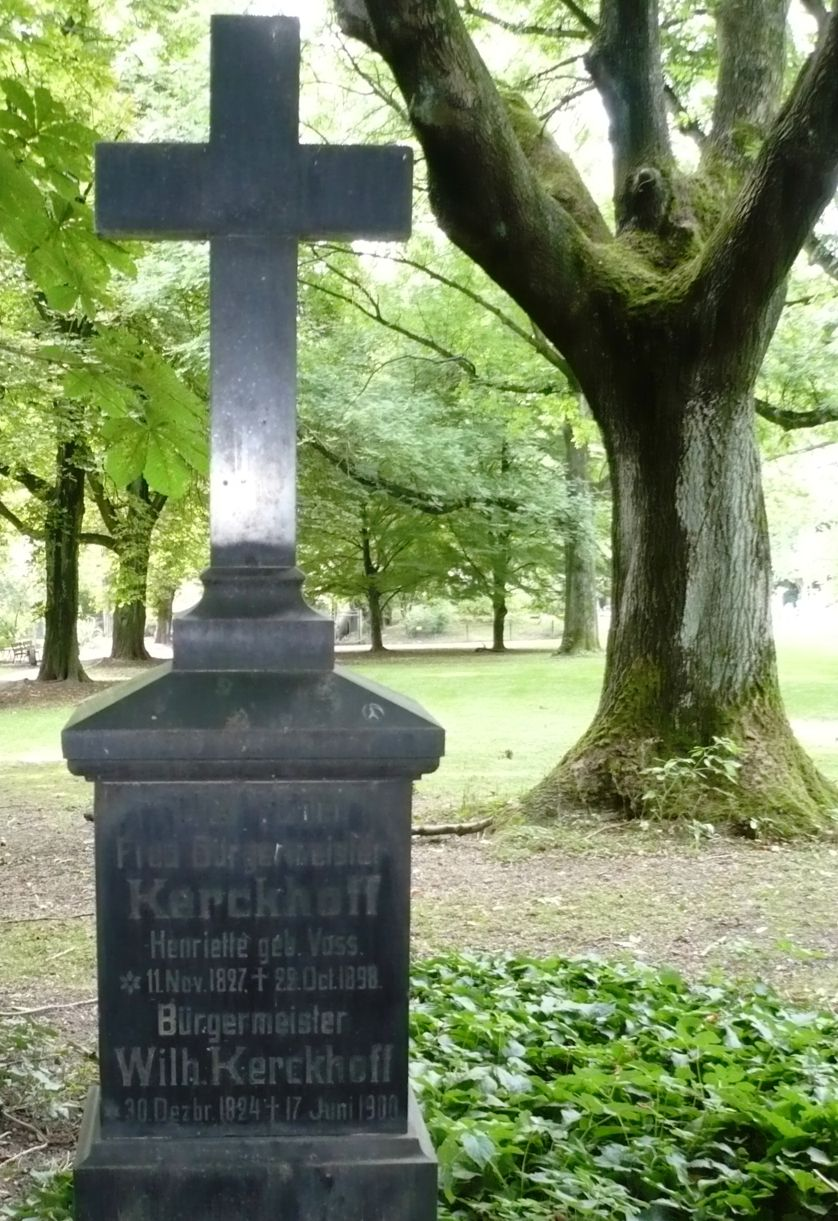
Grabmal im heutigen Gervinuspark

### Ehrungen
Kerckhoff war Träger des Preußischen Kronen-Ordens III. Klasse.
Am 29. August 1894 wurde, anlässlich Kerckhoffs Vollendung seiner 50-jährigen Tätigkeiten im öffentlichen Dienst, wurde die Kerckhoffstraße in Essen-Frohnhausen nach ihm benannt.